# Satakunta centralsjukhus

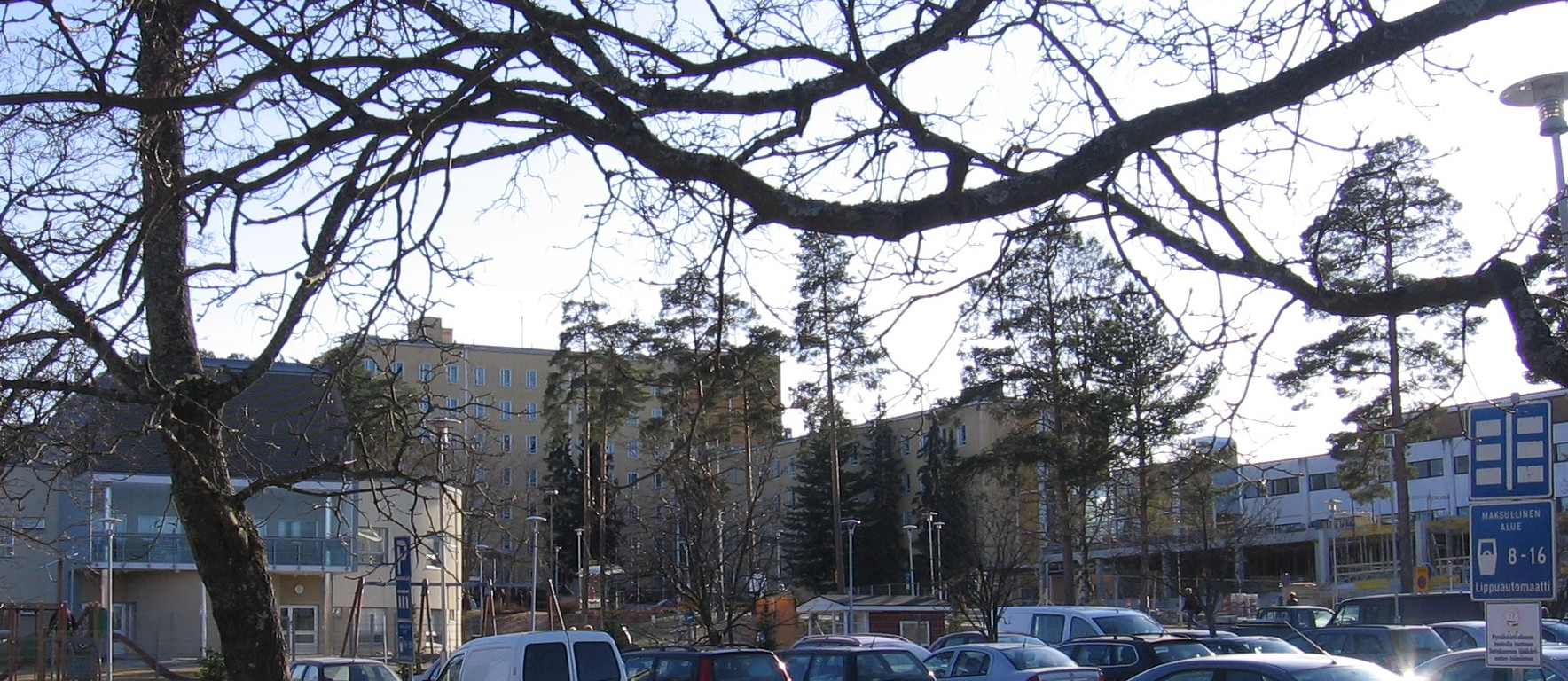
Satakunta centralsjukhus.

Satakunta centralsjukhus, finska Satakunnan keskussairaala, är ett sjukhus i stadsdelen Tegelbacken i staden Björneborg. Sjukhuset är centralsjukhus för landskapet Satakunta. Ursprungligen byggdes sjukhuset åren 1935–37 och hette Allmänna sjukhuset. Det byggdes ut 1950 till centralsjukhus.